# Liste der erfolgreichsten Torschützen der Handball-Bundesliga
Die Liste der erfolgreichsten Torschützen der Handball-Bundesliga enthält alle Handballspieler, die seit der Einführung der obersten bundesdeutschen Spielklasse im Jahr 1966 mindestens 2.000 Tore erzielt haben. Erfolgreichster Torschütze ist der Däne Hans Lindberg, der den Südkoreaner Yoon Kyung-Shin am 20. Mai 2023 überholte. Yoon hatte zuvor Jochen Fraatz am 21. März 2007 als Führenden abgelöst. Derzeit zählt die Liste elf Spieler, darunter fünf, die nicht deutsche Staatsbürger sind. In der Saison 2022/23 waren vier Spieler mit 2.000 oder mehr erzielten Bundesliga-Toren in der Bundesliga aktiv. Aktive Bundesligaspieler sind fett markiert, in anderen Ligen aktive Spieler kursiv.

## Liste der Torschützen
| Platz | Nation      | Name                    | Tore  | Feldtore | 7 m   | Spiele | Tore/Spiel |
| ----- | ----------- | ----------------------- | ----- | -------- | ----- | ------ | ---------- |
| 1.    | Danemark    | Hans Lindberg           | 3.011 | 1.577    | 1.434 | 484    | 6,2        |
| 2.    | Korea Sud   | Yoon Kyung-shin         | 2.905 | 2.263    | 642   | 406    | 7,2        |
| 3.    | Danemark    | Lars Christiansen       | 2.874 | 1.651    | 1.223 | 457    | 6,3        |
| 4.    | Deutschland | Jochen Fraatz           | 2.574 | 1.742    | 832   | 429    | 6,0        |
| 5.    | Osterreich  | Robert Weber            | 2.510 | 1.637    | 873   | 450    | 5,6        |
| 6.    | Deutschland | Uwe Gensheimer          | 2.434 | 1.610    | 824   | 434    | 5,6        |
| 7.    | Deutschland | Holger Glandorf         | 2.428 | 2.405    | 23    | 543    | 4,5        |
| 8.    | Deutschland | Martin Schwalb          | 2.232 | 1.310    | 922   | 422    | 5,3        |
| 9.    | Deutschland | Christian Schwarzer     | 2.160 | 2.142    | 18    | 588    | 3,7        |
| 10.   | Deutschland | Marcel Schiller         | 2.114 | 1.093    | 1.021 | 371    | 5,7        |
| 11.   | Island      | Guðjón Valur Sigurðsson | 2.110 | 1.793    | 317   | 462    | 4,6        |

Stand: 19. Spieltag 2023/24.

### Liste der aktiven Torschützen
Diese Liste enthält alle weiteren noch in der Bundesliga aktiven Spieler mit mindestens 1.200 Toren.
| Platz | Nation      | Name             | Tore  | Feldtore | 7 m | Spiele | Tore/Spiel |
| ----- | ----------- | ---------------- | ----- | -------- | --- | ------ | ---------- |
|       | Schweden    | Niclas Ekberg    | 1.625 | 939      | 686 | 354    | 4,6        |
|       | Deutschland | Kai Häfner       | 1.588 | 1.588    | 0   | 462    | 3,4        |
|       | Kroatien    | Domagoj Duvnjak  | 1.519 | 1.518    | 1   | 435    | 3,5        |
|       | Deutschland | Patrick Groetzki | 1.469 | 1.459    | 10  | 496    | 3,0        |
|       | Deutschland | Tim Hornke       | 1.333 | 849      | 484 | 400    | 3,3        |
|       | Deutschland | Julius Kühn      | 1.314 | 1.260    | 54  | 290    | 4,5        |
|       | Deutschland | Johannes Sellin  | 1.280 | 1026     | 254 | 382    | 3,4        |
|       | Deutschland | Steffen Weinhold | 1.258 | 1.251    | 7   | 461    | 2,7        |

Stand: Saisonende 2022/23.

## Liste der erfolgreichsten Feldtorschützen
Die Liste der erfolgreichsten Feldtorschützen enthält alle Spieler, die mindestens 1.500 Feldtore in der Bundesliga erzielt haben.
| Platz | Nation       | Name                    | Tore  | Feldtore | 7 m   | Spiele | Feldtore/Spiel |
| ----- | ------------ | ----------------------- | ----- | -------- | ----- | ------ | -------------- |
| 1.    | Deutschland  | Holger Glandorf         | 2.428 | 2.405    | 23    | 543    | 4,4            |
| 2.    | Korea Sud    | Yoon Kyung-shin         | 2.905 | 2.262    | 643   | 406    | 5,6            |
| 3.    | Deutschland  | Christian Schwarzer     | 2.160 | 2.142    | 18    | 588    | 3,6            |
| 4.    | Deutschland  | Volker Zerbe            | 1.953 | 1.950    | 3     | 593    | 3,3            |
| 5.    | Island       | Guðjón Valur Sigurðsson | 2.110 | 1.793    | 317   | 462    | 3,9            |
| 6.    | Deutschland  | Jochen Fraatz           | 2.574 | 1.742    | 832   | 429    | 4,1            |
| 7.    | Deutschland  | Florian Kehrmann        | 1.852 | 1.737    | 115   | 464    | 3,8            |
| 8.    | Island       | Alexander Petersson     | 1.757 | 1.705    | 52    | 522    | 3,3            |
| 9.    | Danemark     | Lasse Svan              | 1.684 | 1.676    | 8     | 452    | 3,7            |
| 10.   | Danemark     | Lars Christiansen       | 2.874 | 1.651    | 1223  | 457    | 3,6            |
| 11.   | Osterreich   | Robert Weber            | 2.510 | 1.637    | 873   | 450    | 3,6            |
| 12.   | Deutschland  | Rolf Hermann            | 1.630 | 1.627    | 3     | 394    | 4,1            |
| 13.   | Deutschland  | Uwe Gensheimer          | 2.434 | 1.610    | 824   | 434    | 3,7            |
| 14.   | Deutschland  | Arne Niemeyer           | 1.654 | 1.598    | 56    | 454    | 3,5            |
| 15.   | Deutschland  | Pascal Hens             | 1.601 | 1.588    | 13    | 455    | 3,5            |
| 16.   | Deutschland  | Kai Häfner              | 1.588 | 1.588    | 0     | 462    | 3,4            |
| 17.   | Deutschland  | Michael Kraus           | 1.813 | 1.559    | 254   | 484    | 3,3            |
| 18.   | Griechenland | Alexandros Vasilakis    | 1.581 | 1.541    | 40    | 349    | 4,5            |
| 19.   | Danemark     | Hans Lindberg           | 2.917 | 1.539    | 1.378 | 466    | 3,3            |
| 20.   | Kroatien     | Domagoj Duvnjak         | 1.519 | 1.518    | 1     | 435    | 3,5            |

Stand: Saisonende 2022/23.

## Liste der erfolgreichsten Siebenmetertorschützen
Die Liste der erfolgreichsten Siebenmetertorschützen enthält alle Spieler, die mindestens 600 Siebenmetertore in der Bundesliga erzielt haben. Am 12. Dezember 2021 egalisierte Hans Lindberg den bisherigen Rekord seines dänischen Landsmanns Lars Christiansen, seit dem 19. Dezember 2021 ist Lindberg alleiniger Rekordhalter.
| Platz | Nation      | Name              | Tore  | Feldtore | 7 m   | Spiele | 7m-Tore/Spiel |
| ----- | ----------- | ----------------- | ----- | -------- | ----- | ------ | ------------- |
| 1.    | Danemark    | Hans Lindberg     | 2.917 | 1.539    | 1.378 | 466    | 3,0           |
| 2.    | Danemark    | Lars Christiansen | 2.874 | 1.651    | 1.223 | 457    | 2,7           |
| 3.    | Deutschland | Marcel Schiller   | 2.021 | 1051     | 970   | 353    | 2,7           |
| 4.    | Deutschland | Martin Schwalb    | 2.232 | 1.310    | 922   | 422    | 2,2           |
| 5.    | Osterreich  | Robert Weber      | 2.510 | 1.637    | 873   | 450    | 2,0           |
| 6.    | Danemark    | Anders Eggert     | 1.688 | 833      | 855   | 319    | 2,7           |
| 7.    | Deutschland | Jochen Fraatz     | 2.574 | 1.742    | 832   | 429    | 1,9           |
| 8.    | Deutschland | Uwe Gensheimer    | 2.434 | 1.610    | 824   | 434    | 1,9           |
| 9.    | Deutschland | Bernd Roos        | 1.806 | 1.060    | 776   | 386    | 2,0           |
| 10.   | Deutschland | Maximilian Holst  | 1.309 | 574      | 735   | 341    | 2,2           |
| 11.   | Schweden    | Niclas Ekberg     | 1.625 | 939      | 686   | 354    | 1,9           |
| 12.   | Korea Sud   | Yoon Kyung-shin   | 2.905 | 2.262    | 643   | 406    | 1,6           |
| 13.   | Deutschland | Walter Don        | 1.044 | 424      | 620   | 250    | 2,5           |

Stand: Saisonende 2022/23.